# Danh sách sân bay tại Trung Quốc
Dưới đây là danh sách các sân bay dân dụng tại Trung Quốc được sắp xếp theo tỉnh và thành phố chính mà nó phục vụ. Danh sách bao gồm các sân bay được lên kế hoạch xây dựng và không bao gồm các sân bay đã ngừng hoạt động cũng như các căn cứ không quân.
Tính đến cuối năm 2017, tại Trung Quốc có 229 sân bay dân dụng và hàng chục sân bay khác đang được xây dựng.

## An Huy
| Thành phố chính phục vụ | ICAO | IATA | Tên sân bay                       |
| ----------------------- | ---- | ---- | --------------------------------- |
| An Khánh                | ZSAQ | AQG  | Sân bay Thiên Trụ Sơn An Khánh    |
| Hoàng Sơn               | ZSTX | TXN  | Sân bay quốc tế Đồn Khê Hoàng Sơn |
| Hợp Phì                 | ZSOF | HFE  | Sân bay quốc tế Tân Kiều Hợp Phì  |
| Phụ Dương               | ZSFY | FUG  | Sân bay Tây Quan Phụ Dương        |
| Trì Châu                | ZSJH | JUH  | Sân bay Cửu Hoa Sơn Trì Châu      |
| Vu Hồ/Tuyên Thành       | ZSWA | WHA  | Sân bay Vu Hồ Tuyên Châu          |

## Bắc Kinh
| Thành phố chính phục vụ | ICAO | IATA | Tên sân bay                       |
| ----------------------- | ---- | ---- | --------------------------------- |
| Bắc Kinh                | ZBAA | PEK  | Sân bay quốc tế Thủ Đô Bắc Kinh   |
| Bắc Kinh                | ZBAD | PKX  | Sân bay quốc tế Đại Hưng Bắc Kinh |

## Cam Túc
| Thành phố chính phục vụ | ICAO | IATA | Tên sân bay                          |
| ----------------------- | ---- | ---- | ------------------------------------ |
| Đôn Hoàng               | ZLDH | DNH  | Sân bay Đôn Hoàng                    |
| Gia Dục Quan/Tửu Tuyền  | ZLJQ | JGN  | Sân bay Gia Dục Quan                 |
| Hạ Hà/Hợp Tác, Cam Nam  | ZLXH | GXH  | Sân bay Hạ Hà Cam Nam                |
| Khánh Dương             | ZLQY | IQN  | Sân bay Khánh Dương                  |
| Kim Xương               | ZLJC | JIC  | Sân bay Kim Xuyên Kim Xương          |
| Lan Châu                | ZLLL | LHW  | Sân bay quốc tế Trung Xuyên Lan Châu |
| Lũng Nam                | ZLLN | LNL  | Sân bay Thành Huyện Lũng Nam         |
| Thiên Thủy              | ZLTS | THQ  | Sân bay Mạch Tích Sơn Thiên Thủy     |
| Trương Dịch             | ZLZY | YZY  | Sân bay Cam Châu Trương Dịch         |

## Cát Lâm
| Thành phố chính phục vụ | ICAO | IATA | Tên sân bay                                |
| ----------------------- | ---- | ---- | ------------------------------------------ |
| Bạch Sơn                | ZYBS | NBS  | Sân bay Trường Bạch Sơn                    |
| Bạch Thành              | ZYBA | DBC  | Sân bay Trường An Bạch Thành               |
| Diên Cát                | ZYYJ | YNJ  | Sân bay quốc tế Triều Dương Xuyên Diên Cát |
| Thông Hóa               | ZYTN | TNH  | Sân bay Tam Nguyên Phổ Thông Hóa           |
| Trường Xuân             | ZYCC | CGQ  | Sân bay quốc tế Long Gia Trường Xuân       |
| Tùng Nguyên             | ZYSQ | YSQ  | Sân bay Tra Can Hồ Tùng Nguyên             |

## Chiết Giang
| Thành phố chính phục vụ | ICAO | IATA | Tên sân bay                        |
| ----------------------- | ---- | ---- | ---------------------------------- |
| Chu San/Phổ Đà sơn      | ZSZS | HSN  | Sân bay Chu San Phổ Đà Sơn         |
| Cù Châu                 | ZSJU | JUZ  | Sân bay Cù Châu                    |
| Gia Hưng                |      |      | Sân bay Gia Hưng (đang xây dựng)   |
| Hàng Châu               | ZSHC | HGH  | Sân bay quốc tế Tiêu Sơn Hàng Châu |
| Lệ Thủy                 |      |      | Sân bay Lệ Thủy (đang xây dựng)    |
| Nghĩa Ô, Kim Hoa        | ZSYW | YIW  | Sân bay Nghĩa Ô                    |
| Ninh Ba                 | ZSNB | NGB  | Sân bay quốc tế Lịch Xã Ninh Ba    |
| Ôn Châu                 | ZSWZ | WNZ  | Sân bay quốc tế Long Loan Ôn Châu  |
| Thai Châu               | ZSLQ | HYN  | Sân bay Lộ Kiều Thai Châu          |

## Giang Tây
| Thành phố chính phục vụ | ICAO | IATA | Tên sân bay                         |
| ----------------------- | ---- | ---- | ----------------------------------- |
| Cám Châu                | ZSGZ | KOW  | Sân bay Hoàng Kim Cám Châu          |
| Cảnh Đức Trấn           | ZSJD | JDZ  | Sân bay La Gia Cảnh Đức Trấn        |
| Nam Xương               | ZSCN | KHN  | Sân bay quốc tế Xương Bắc Nam Xương |
| Nghi Xuân               | ZSYC | YIC  | Sân bay Minh Nguyệt Sơn Nghi Xuân   |
| Tập An                  | ZSJA | JGS  | Sân bay Tĩnh Cương Sơn              |
| Thượng Nhiêu            | ZSSR | SQD  | Sân bay Tam Thanh Sơn Thượng Nhiêu  |

## Giang Tô
| Thành phố chính phục vụ | ICAO | IATA | Tên sân bay                               |
| ----------------------- | ---- | ---- | ----------------------------------------- |
| Diêm Thành              | ZSYN | YNZ  | Sân bay quốc tế Nam Dương Diêm Thành      |
| Dương Châu/Thái Châu    | ZSYA | YTY  | Sân bay quốc tế Dương Châu Thái Châu      |
| Hoài An                 | ZSSH | HIA  | Sân bay Liên Thủy Hoài An                 |
| Liên Vân Cảng           | ZSLG | LYG  | Sân bay quốc tế Hoa Quả Sơn Liên Vân Cảng |
| Nam Kinh                | ZSNJ | NKG  | Sân bay quốc tế Lộc Khẩu Nam Kinh         |
| Nam Thông               | ZSNT | NTG  | Sân bay Hưng Thông Nam Thông              |
| Thường Châu             | ZSCG | CZX  | Sân bay Bôn Ngưu Thường Châu              |
| Từ Châu                 | ZSXZ | XUZ  | Sân bay quốc tế Quan Âm Từ Châu           |
| Vô Tích/Tô Châu         | ZSWX | WUX  | Sân bay quốc tế Thạc Phóng Vô Tích        |

## Hà Bắc
| Thành phố chính phục vụ | ICAO | IATA | Tên sân bay                                |
| ----------------------- | ---- | ---- | ------------------------------------------ |
| Đường Sơn               | ZBTS | TVS  | Sân bay Tam Nữ Hà Đường Sơn                |
| Hàm Đan                 | ZBHD | HDG  | Sân bay Hàm Đan                            |
| Hình Đài                |      |      | Sân bay Đáp Liên Hình Đài (đang xây dựng)  |
| Tần Hoàng Đảo           | ZBDH | BPE  | Sân bay Bắc Đới Hà Tần Hoàng Đảo           |
| Thạch Gia Trang         | ZBSJ | SJW  | Sân bay quốc tế Chính Định Thạch Gia Trang |
| Thừa Đức                | ZBCD | CDE  | Sân bay Phổ Ninh Thừa Đức                  |
| Trương Gia Khẩu         | ZBZJ | ZQZ  | Sân bay Ninh Viễn Trương Gia Khẩu          |

## Hà Nam
| Thành phố chính phục vụ | ICAO | IATA | Tên sân bay                             |
| ----------------------- | ---- | ---- | --------------------------------------- |
| Lạc Dương               | ZHLY | LYA  | Sân bay Bắc Giao Lạc Dương              |
| Nam Dương               | ZHNY | NNY  | Sân bay Khương Doanh Nam Dương          |
| Thương Khâu             |      |      | Sân bay Thương Khâu (chuẩn bị xây dựng) |
| Tín Dương               | ZHXY | XAI  | Sân bay Minh Cảng Tín Dương             |
| Trịnh Châu              | ZHCC | CGO  | Sân bay quốc tế Tân Trịnh Trịnh Châu    |

## Hắc Long Giang
| Thành phố chính phục vụ | ICAO | IATA | Tên sân bay                            |
| ----------------------- | ---- | ---- | -------------------------------------- |
| Cáp Nhĩ Tân             | ZYHB | HRB  | Sân bay quốc tế Thái Bình Cáp Nhĩ Tân  |
| Đại Khánh               | ZYDQ | DQA  | Sân bay Tát Nhĩ Đồ Đại Khánh           |
| Gia Cách Đạt Kỳ         | ZYJD | JGD  | Sân bay Gia Cách Đạt Kỳ                |
| Giai Mộc Tư             | ZYJM | JMU  | Sân bay Đông Giao Giai Mộc Tư          |
| Hắc Hà                  | ZYHE | HEK  | Sân bay Ái Huy Hắc Hà                  |
| Kê Tây                  | ZYJX | JXA  | Sân bay Hưng Khải Hồ Kê Tây            |
| Kiến Tam Giang          | ZYJS | JSJ  | Sân bay Kiến Tam Giang                 |
| Mạc Hà                  | ZYMH | OHE  | Sân bay Cổ Liên Mạc Hà                 |
| Mẫu Đơn Giang           | ZYMD | MDG  | Sân bay quốc tế Hải Lãng Mẫu Đơn Giang |
| Ngũ Đại Liên Trì        | ZYDU | DTU  | Sân bay Đức Đô Ngũ Đại Liên Trì        |
| Phủ Viễn                | ZYFY | FYJ  | Sân bay Đông Cấp Phủ Viễn              |
| Tề Tề Cáp Nhĩ           | ZYQQ | NDG  | Sân bay Tam Gia Tử Tề Tề Cáp Nhĩ       |
| Tuy Phân Hà             |      |      | Sân bay Tuy Phân Hà (đang xây dựng)    |
| Y Xuân                  | ZYLD | LDS  | Sân bay Lâm Đô Y Xuân                  |

## Hải Nam
| Thành phố chính phục vụ | ICAO | IATA | Tên sân bay                                           |
| ----------------------- | ---- | ---- | ----------------------------------------------------- |
| Đam Châu                |      |      | Sân bay Đam Châu (đang xây dựng)                      |
| Hải Khẩu                | ZJHK | HAK  | Sân bay quốc tế Mỹ Lan Hải Khẩu                       |
| Quỳnh Hải               | ZJQH | BAR  | Sân bay Bác Ngao Quỳnh Hải                            |
| Tam Á                   | ZJSY | SYX  | Sân bay quốc tế Phượng Hoàng Tam Á                    |
| Tam Á                   |      |      | Sân bay quốc tế Hồng Đường Loan Tam Á (đang xây dựng) |

## Hồ Bắc
| Thành phố chính phục vụ | ICAO | IATA | Tên sân bay                     |
| ----------------------- | ---- | ---- | ------------------------------- |
| Ân Thi                  | ZHES | ENH  | Sân bay Hứa Gia BÌnh Ân Thi     |
| Nghi Xương              | ZHYC | YIH  | Sân bay Tam Hiệp Nghi Xương     |
| Thần Nông Giá           | ZHSN | HPG  | Sân bay Hồng Bình Thần Nông Giá |
| Thập Yển                | ZHSY | WDS  | Sân bay Võ Đang Sơn Thập Yển    |
| Tương Dương             | ZHXF | XFN  | Sân bay Lưu Tập Tương Dương     |
| Vũ Hán                  | ZHHH | WUH  | Sân bay quốc tế Thiên Hà Vũ Hán |

## Hồ Nam
| Thành phố chính phục vụ | ICAO | IATA | Tên sân bay                                 |
| ----------------------- | ---- | ---- | ------------------------------------------- |
| Hành Dương              | ZGHY | HNY  | Sân bay Nam Nhạc Hành Dương                 |
| Hoài Hóa                | ZGCJ | HJJ  | Sân bay Chi Giang Hoài Hóa                  |
| Nhạc Dương              | ZGYY | YYA  | Sân bay Tam Hà Nhạc Dương                   |
| Sâm Châu                |      |      | Sân bay Bắc Hồ Sâm Châu (chuẩn bị xây dựng) |
| Thiệu Dương             | ZGSY | WGN  | Sân bay Vũ Cương Thiệu Dương                |
| Thường Đức              | ZGCD | CGD  | Sân bay Đào Hoa Nguyên Thường Đức           |
| Trương Gia Giới         | ZGDY | DYG  | Sân bay quốc tế Hà Hoa Trương Gia Giới      |
| Trường Sa               | ZGHA | CSX  | Sân bay quốc tế Hoàng Hoa Trường Sa         |
| Tương Tây               |      |      | Sân bay Tương Tây (chuẩn bị xây dựng)       |
| Vĩnh Châu               | ZGLG | LLF  | Sân bay Linh Lăng Vĩnh Châu                 |

## Hồng Kông
| Thành phố chính phục vụ | ICAO | IATA | Tên sân bay               |
| ----------------------- | ---- | ---- | ------------------------- |
| Hồng Kông               | VHHH | HKG  | Sân bay quốc tế Hồng Kông |

## Liêu Ninh
| Thành phố chính phục vụ | ICAO | IATA | Tên sân bay                                            |
| ----------------------- | ---- | ---- | ------------------------------------------------------ |
| An Sơn                  | ZYAS | AOG  | Sân bay Đằng Ngao An Sơn                               |
| Cẩm Châu                | ZYJZ | JNZ  | Sân bay Tiểu Lĩnh Tử Cẩm Châu                          |
| Dinh Khẩu               | ZYYK | YKH  | Sân bay Lan Kỳ Dinh Khẩu                               |
| Đại Liên                | ZYTL | DLC  | Sân bay quốc tế Chu Thủy Tử Đại Liên                   |
| Đại Liên                |      |      | Sân bay quốc tế Kim Châu Loan Đại Liên (đang xây dựng) |
| Đan Đông                | ZYDD | DDG  | Sân bay Đan Đông                                       |
| Thẩm Dương              | ZYTX | SHE  | Sân bay quốc tế Đào Tiên Thẩm Dương                    |
| Triều Dương             | ZYCY | CHG  | Sân bay Triều Dương                                    |
| Trường Hải              | ZYCH | CNI  | Sân bay Trường Hải                                     |

## Ma Cao
| Thành phố chính phục vụ | ICAO | IATA | Tên sân bay            |
| ----------------------- | ---- | ---- | ---------------------- |
| Macau                   | VMMC | MFM  | Sân bay quốc tế Ma Cao |

## Ninh Hạ
| Thành phố chính phục vụ | ICAO | IATA | Tên sân bay                        |
| ----------------------- | ---- | ---- | ---------------------------------- |
| Cố Nguyên               | ZLGY | GYU  | Sân bay Lục Bàn Sơn Cố Nguyên      |
| Ngân Xuyên              | ZLIC | INC  | Sân bay quốc tế Hà Đông Ngân Xuyên |
| Trung Vệ                | ZLZW | ZHY  | Sân bay Sa Pha Đầu Trung Vệ        |

## Nội Mông
| Thành phố chính phục vụ | ICAO | IATA | Tên sân bay                                              |
| ----------------------- | ---- | ---- | -------------------------------------------------------- |
| Alxa Hữu                | ZBAR | RHT  | Sân bay Ba Đan Cát Lâm A Lạp Thiện Hữu                   |
| Alxa Tả                 | ZBAL | AXF  | Sân bay Ba Ngạn Hạo Đặc A Lạp Thiện Tả                   |
| Ar Horqin               |      |      | Sân bay Ar Horqin (đang xây dựng)                        |
| Arxan                   | ZBES | YIE  | Sân bay Y Nhĩ Thi Arxan                                  |
| Bao Đầu                 | ZBOW | BAV  | Sân bay Bao Đầu                                          |
| Bayan Nur               | ZBYZ | RLK  | Sân bay Thiên Cát Thái Bayan Nur                         |
| Ejin                    | ZBEN | EJN  | Sân bay Đào Lai Ejin                                     |
| Erenhot                 | ZBER | ERL  | Sân bay quốc tế Trại Khiết Tô Nhị Liên Hạo Đặc           |
| Hailar, Hulunbuir       | ZBLA | HLD  | Sân bay Đông Sơn Hailar                                  |
| Hohhot                  | ZBHH | HET  | Sân bay quốc tế Bạch Tháp Hô Hòa Hạo Đặc                 |
| Hohhot                  |      |      | Sân bay quốc tế Thịnh Lạc Hô Hòa Hạo Đặc (đang xây dựng) |
| Huolin Gol              | ZBHZ | HUO  | Sân bay Hoắc Lâm Hà Huolin Gol                           |
| Mãn Châu Lý             | ZBMZ | NZH  | Sân bay Tây Giao Mãn Châu Lý                             |
| Ordos                   | ZBDS | DSN  | Sân bay Ngạc Nhĩ Đa Tư                                   |
| Ô Hải                   | ZBUH | WUA  | Sân bay Ô Hải                                            |
| Tân Barga Hữu           |      | XRQ  | Sân bao Bảo Cách Đức Tân Barga Hữu                       |
| Thông Liêu              | ZBTL | TGO  | Sân bay Thông Liêu                                       |
| Ulan Hot                | ZBUL | HLH  | Sân bay Ô Lan Hạo Đặc                                    |
| Ulanqab                 | ZBUC | UCB  | Sân bay Tập Ninh Ulanqab                                 |
| Xích Phong              | ZBCF | CIF  | Sân bay Ngọc Long Xích Phong                             |
| Xilinhot                | ZBXH | XIL  | Sân bay Tích Lâm Hạo Đặc                                 |
| Zalantun                | ZBZL | NZL  | Sân bay Thành Cát Tư Hãn Zalantun                        |

## Phúc Kiến
| Thành phố chính phục vụ | ICAO | IATA | Tên sân bay                                     |
| ----------------------- | ---- | ---- | ----------------------------------------------- |
| Hạ Môn                  | ZSAM | XMN  | Sân bay quốc tế Cao Khi Hạ Môn                  |
| Hạ Môn                  |      |      | Sân bay quốc tế Tường An Hạ Môn (đang xây dựng) |
| Liên Thành, Long Nham   | ZSLD | LCX  | Sân bay Quan Trĩ Sơn Long Nham                  |
| Phúc Châu               | ZSFZ | FOC  | Sân bay quốc tế Trường Lạc Phúc Châu            |
| Tam Minh                | ZSSM | SQJ  | Sân bay Sa Huyện Tam Minh                       |
| Tuyền Châu              | ZSQZ | JJN  | Sân bay quốc tế Tấn Giang Tuyền Châu            |
| Vũ Di Sơn, Nam Bình     | ZSWY | WUS  | Sân bay Nam Bình Vũ Di Sơn                      |

## Quảng Đông
| Thành phố chính phục vụ      | ICAO | IATA | Tên sân bay                                |
| ---------------------------- | ---- | ---- | ------------------------------------------ |
| Châu Hải                     | ZGSD | ZUH  | Sân bay Kim Loan Châu Hải                  |
| Huệ Châu                     | ZGHZ | HUZ  | Sân bay Bình Đàm Huệ Châu                  |
| Mai Châu                     | ZGMX | MXZ  | Sân bay Mai Huyện                          |
| Phật Sơn                     | ZGFS | FUO  | Sân bay Sa Đê Phật Sơn                     |
| Quảng Châu                   | ZGGG | CAN  | Sân bay quốc tế Bạch Vân Quảng Châu        |
| Sán Đầu/Yết Dương/Triều Châu | ZGOW | SWA  | Sân bay quốc tế Triều Sán Yết Dương        |
| Thâm Quyến                   | ZGSZ | SZX  | Sân bay quốc tế Bảo An Thâm Quyến          |
| Thiều Quan                   |      |      | Sân bay Quế Đầu Thiều Quan (đang xây dựng) |
| Trạm Giang                   | ZGZJ | ZHA  | Sân bay Trạm Giang                         |

## Quảng Tây
| Thành phố chính phục vụ | ICAO | IATA | Tên sân bay                                |
| ----------------------- | ---- | ---- | ------------------------------------------ |
| Bách Sắc                | ZGBS | AEB  | Sân bay Ba Mã Bách Sắc                     |
| Bắc Hải                 | ZGBH | BHY  | Sân bay Phúc Thành Bắc Hải                 |
| Hà Trì                  | ZGHC | HCJ  | Sân bay Kim Thành Giang Hà Trì             |
| Liễu Châu               | ZGZH | LZH  | Sân bay Bạch Liên Liễu Châu                |
| Nam Ninh                | ZGNN | NNG  | Sân bay quốc tế Ngô Vu Nam Ninh            |
| Ngọc Lâm                |      |      | Sân bay Phúc Miên Ngọc Lâm (đang xây dựng) |
| Ngô Châu                | ZGWZ | WUZ  | Sân bay Tây Giang Ngô Châu                 |
| Quế Lâm                 | ZGKL | KWL  | Sân bay quốc tế Lưỡng Giang Quế Lâm        |

## Quý Châu
| Thành phố chính phục vụ | ICAO | IATA | Tên sân bay                             |
| ----------------------- | ---- | ---- | --------------------------------------- |
| An Thuận                | ZUAS | AVA  | Sân bay Hoàng Quả Thụ An Thuận          |
| Đồng Nhân               | ZUTR | TEN  | Sân bay Phượng Hoàng Đồng Nhân          |
| Hưng Nghĩa              | ZUYI | ACX  | Sân bay Vạn Phong Lâm Hưng Nghĩa        |
| Khải Lý                 | ZUKJ | KJH  | Sân bay Hoàng Bình Khải Lý              |
| Lệ Ba                   | ZULB | LLB  | Sân bay Lệ Ba                           |
| Lê Bình                 | ZUNP | HZH  | Sân bay Lê Bình                         |
| Lục Bàn Thủy            | ZUPS | LPF  | Sân bay Nguyệt Chiếu Lục Bàn Thủy       |
| Quý Dương               | ZUGY | KWE  | Sân bay quốc tế Long Động Bảo Quý Dương |
| Tất Tiết                | ZUBJ | BFJ  | Sân bay Phi Hùng Tất Tiết               |
| Tuân Nghĩa              | ZUZY | ZYI  | Sân bay Tân Châu Tuân Nghĩa             |
| Tuân Nghĩa (Nhân Hoài)  | ZUMT | WMT  | Sân bay Mao Đài Tuân Nghĩa              |

## Sơn Đông
| Thành phố chính phục vụ | ICAO | IATA | Tên sân bay                         |
| ----------------------- | ---- | ---- | ----------------------------------- |
| Duy Phường              | ZSWF | WEF  | Sân bay Duy Phường                  |
| Đông Dinh               | ZSDY | DOY  | Sân bay Thắng Lợi Đông Dinh         |
| Hà Trạch                |      |      | Sân bay Hà Trạch (đang xây dựng)    |
| Lâm Nghi                | ZSLY | LYI  | Sân bay Khởi Dương Lâm Nghi         |
| Nhật Chiếu              | ZSRZ | RIZ  | Sân bay Sơn Tự Hà Nhật Chiếu        |
| Tế Nam                  | ZSJN | TNA  | Sân bay quốc tế Diêu Tường Tế Nam   |
| Tế Ninh/Khúc Phụ        | ZLJN | JNG  | Sân bay Khúc Phụ Tế Ninh            |
| Thanh Đảo               | ZSQD | TAO  | Sân bay quốc tế Giao Đông Thanh Đảo |
| Uy Hải                  | ZSWH | WEH  | Sân bay Đại Thủy Bạc Uy Hải         |
| Yên Đài                 | ZSYT | YNT  | Sân bay quốc tế Bồng Lai Yên Đài    |

## Sơn Tây
| Thành phố chính phục vụ | ICAO | IATA | Tên sân bay                        |
| ----------------------- | ---- | ---- | ---------------------------------- |
| Đại Đồng                | ZBDT | DAT  | Sân bay Vân Cương Đại Đồng         |
| Hãn Châu                | ZBXZ | WUT  | Sân bay Ngũ Đài Sơn Hãn Châu       |
| Lâm Phần                | ZBLF | LFQ  | Sân bay Kiều Lý Lâm Phần           |
| Lữ Lương                | ZBLL | LLV  | Sân bay Lữ Lương                   |
| Thái Nguyên             | ZBYN | TYN  | Sân bay quốc tế Vũ Túc Thái Nguyên |
| Trường Trị              | ZBCZ | CIH  | Sân bay Vương Thôn Trường Trị      |
| Vận Thành               | ZBYC | YCU  | Sân bay Quan Công Vận Thành        |

## Tân Cương
| Thành phố chính phục vụ | ICAO | IATA | Tên sân bay                      |
| ----------------------- | ---- | ---- | -------------------------------- |
| Aksu                    | ZWAK | AKU  | Sân bay Aksu                     |
| Altay                   | ZWAT | AAT  | Sân bay Altay                    |
| Bác Lạc/A Lạp Sơn Khẩu  | ZWBL | BPL  | Sân bay Bác Lạc A Lạp Sơn Khẩu   |
| Burqin                  | ZWKN | KJI  | Sân bay Kanas                    |
| Chiêu Tô                |      |      | Sân bay Chiêu Tô (đang xây dựng) |
| Hòa Điền                | ZWTN | HTN  | Sân bay Hòa Điền                 |
| Karamay                 | ZWKM | KRY  | Sân bay Karamay                  |
| Kashgar                 | ZWSH | KHG  | Sân bay Kashgar                  |
| Korla                   | ZWKL | KRL  | Sân bay Korla                    |
| Kuchar                  | ZWKC | KCA  | Sân bay Kuchar                   |
| Kumul                   | ZWHM | HMI  | Sân bay Kumul                    |
| Nhược Khương            | ZWRQ | RQA  | Sân bay Nhược Khương             |
| Phú Uẩn                 | ZWFY | FYN  | Sân bay Phú Uẩn                  |
| Tân Nguyên              | ZWNL | NLT  | Sân bay Na Lạp Đề Tân Nguyên     |
| Thả Mạt                 | ZWCM | IQM  | Sân bay Thả Mạt                  |
| Thạch Hà Tử             | ZWHZ | SHF  | Sân bay Hoa Viên Thạch Hà Tử     |
| Tháp Thành              | ZWTC | TCG  | Sân bay Tháp Thành               |
| Tumxuk                  |      | TWC  | Sân bay Đường Vương Thành Tumxuk |
| Turfan                  | ZWTP | TLQ  | Sân bay Giao Hà Turfan           |
| Ürümqi                  | ZWWW | URC  | Sân bay quốc tế Diwopu Ürümqi    |
| Vu Điền                 |      |      | Sân bay Vu Điền (đang xây dựng)  |
| Y Ninh                  | ZWYN | YIN  | Sân bay Y Ninh                   |
| Yarkand                 | ZWSC | QSZ  | Sân bay Shache                   |

## Thanh Hải
| Thành phố chính phục vụ | ICAO | IATA | Tên sân bay                          |
| ----------------------- | ---- | ---- | ------------------------------------ |
| Đức Linh Cáp            | ZLDL | HXD  | Sân bay Đức Linh Cáp                 |
| Golmud                  | ZLGM | GOQ  | Sân bay Golmud                       |
| Golog                   | ZLGL | GMQ  | Sân bay Maqin Golog                  |
| Kỳ Liên                 |      | HBQ  | Sân bay Kỳ Liên                      |
| Mang Nhai               | ZLHX | HTT  | Sân bay Hoa Thổ Câu Mang Nhai        |
| Ngọc Thụ                | ZLYS | YUS  | Sân bay Ba Đường Ngọc Thụ            |
| Tây Ninh/Hải Đông       | ZLXN | XNN  | Sân bay quốc tế Tào Gia Bảo Tây Ninh |

## Thiểm Tây
| Thành phố chính phục vụ | ICAO | IATA | Tên sân bay                                 |
| ----------------------- | ---- | ---- | ------------------------------------------- |
| An Khang                | ZLAK | AKA  | Sân bay Ngũ Lý Phố An Khang                 |
| An Khang                |      |      | Sân bay Phúc Cường An Khang (đang xây dựng) |
| Diên An                 | ZLYA | ENY  | Sân bay Nam Nễ Loan Diên An                 |
| Du Lâm                  | ZLYL | UYN  | Sân bay Du Dương Du Lâm                     |
| Hán Trung               | ZLHZ | HZG  | Sân bay Thành Cố Hán Trung                  |
| Phủ Cốc                 |      |      | Sân bay Phủ Cốc (đang xây dựng)             |
| Tây An/Hàm Dương        | ZLXY | XIY  | Sân bay quốc tế Hàm Dương Tây An            |

## Thiên Tân
| Thành phố chính phục vụ | ICAO | IATA | Tên sân bay                       |
| ----------------------- | ---- | ---- | --------------------------------- |
| Thiên Tân               | ZBTJ | TSN  | Sân bay quốc tế Tân Hải Thiên Tân |

## Khu tự trị Tây Tạng
| Thành phố chính phục vụ | ICAO | IATA | Tên sân bay                           |
| ----------------------- | ---- | ---- | ------------------------------------- |
| Lhasa/Sơn Nam           | ZULS | LXA  | Sân bay Gonggar Lhasa                 |
| Nagqu                   |      |      | Sân bay Dagring Nagqu (đang xây dựng) |
| Nyingchi                | ZUNZ | LZY  | Sân bay Mễ Lâm Nyingchi               |
| Qamdo                   | ZUBD | BPX  | Sân bay Bangda Chamdo                 |
| Shiquanhe, Ngari        | ZUAL | NGQ  | Sân bay Gunsa Ngari                   |
| Xigazê                  | ZURK | RKZ  | Sân bay Hòa Bình Xigazê               |

## Thượng Hải
| Thành phố chính phục vụ | ICAO | IATA | Tên sân bay                          |
| ----------------------- | ---- | ---- | ------------------------------------ |
| Thượng Hải              | ZSSS | SHA  | Sân bay quốc tế Hồng Kiều Thượng Hải |
| Thượng Hải              | ZSPD | PVG  | Sân bay quốc tế Phố Đông Thượng Hải  |

## Trùng Khánh
| Thành phố chính phục vụ | ICAO | IATA | Tên sân bay                           |
| ----------------------- | ---- | ---- | ------------------------------------- |
| Kiềm Giang              | ZUQJ | JIQ  | Sân bay Vũ Lăng Sơn Kiềm Giang        |
| Trùng Khánh             | ZUCK | CKG  | Sân bay quốc tế Giang Bắc Trùng Khánh |
| Vạn Châu                | ZUWX | WXN  | Sân bay Ngũ Kiều Vạn Châu             |
| Vũ Long                 | ZUWL | CQW  | Sân bay Tiên Nữ Sơn Trùng Khánh       |
| Vu Sơn                  | ZUWS | WSK  | Sân bay Vu Sơn Trùng Khánh            |

## Tứ Xuyên
| Thành phố chính phục vụ | ICAO | IATA | Tên sân bay                        |
| ----------------------- | ---- | ---- | ---------------------------------- |
| Ba Trung                | ZUBZ | BZX  | Sân bay Ân Dương Ba Trung          |
| Cam Tư                  | ZUGZ | GZG  | Sân bay Cách Tát Nhĩ Cam Tư        |
| Cửu Trại Câu/Tùng Phan  | ZUJZ | JZH  | Sân bay Hoàng Long Cửu Trại        |
| Đạo Thành               | ZUDC | DCY  | Sân bay Á Đinh Đạo Thành           |
| Đạt Châu                | ZUDX | DAX  | Sân bay Hà Thị Đạt Châu            |
| Hồng Nguyên             | ZUHY | AHJ  | Sân bay Hồng Nguyên                |
| Khang Định              | ZUKD | KGT  | Sân bay Khang Định                 |
| Lãng Trung              |      |      | Sân bay Lãng Trung (đang xây dựng) |
| Lô Châu                 | ZULZ | LZO  | Sân bay Vân Long Lô Châu           |
| Miên Dương              | ZUMY | MIG  | Sân bay Nam Giao Miên Dương        |
| Nam Sung                | ZUNC | NAO  | Sân bay Cao Bình Nam Sung          |
| Nghi Tân                | ZUYB | YBP  | Sân bay Ngũ Lương Dịch Nghi Tân    |
| Phàn Chi Hoa            | ZUZH | PZI  | Sân bay Bảo An Dinh Phàn Chi Hoa   |
| Quảng Nguyên            | ZUGU | GYS  | Sân bay Bàn Long Quảng Nguyên      |
| Tây Xương               | ZUXC | XIC  | Sân bay Thanh Sơn Tây Xương        |
| Thành Đô                | ZUUU | CTU  | Sân bay quốc tế Song Lưu Thành Đô  |
| Thành Đô                | ZUTF | TFU  | Sân bay quốc tế Thiên Phủ Thành Đô |

## Vân Nam
| Thành phố chính phục vụ | ICAO | IATA | Tên sân bay                             |
| ----------------------- | ---- | ---- | --------------------------------------- |
| Bảo Sơn                 | ZPBS | BSD  | Sân bay Vân Thụy Bảo Sơn                |
| Cảnh Hồng               | ZPJH | JHG  | Sân bay quốc tế Gasa Tây Song Bản Nạp   |
| Chiêu Thông             | ZPZT | ZAT  | Sân bay Chiêu Thông                     |
| Côn Minh                | ZPPP | KMG  | Sân bay quốc tế Trường Thủy Côn Minh    |
| Đại Lý                  | ZPDL | DLU  | Sân bay Đại Lý                          |
| Đằng Xung               | ZUTC | TCZ  | Sân bay Đà Phong Đằng Xung              |
| Lan Thương              | ZPJM | JMJ  | Sân bay Cảnh Mại Lan Thương             |
| Lâm Thương              | ZPLC | LNJ  | Sân bay Lâm Thương                      |
| Lệ Giang                | ZPLJ | LJG  | Sân bay quốc tế Tam Nghĩa Lệ Giang      |
| Mang                    | ZPLX | LUM  | Sân bay Mang Thị Đức Hoành              |
| Mông Tự                 |      |      | Sân bay Mông Tự Hồng Hà (đang xây dựng) |
| Ninh Lạng               | ZPNL | NLH  | Sân bay Lô Cô Hồ Ninh Lạng              |
| Phổ Nhĩ                 | ZPSM | SYM  | Sân bay Tư Mao Phổ Nhĩ                  |
| Shangri-La, Địch Khánh  | ZPDQ | DIG  | Sân bay Địch Khánh Shangri-La           |
| Thương Nguyên           | ZPCW | CWJ  | Sân bay Ngõa Sơn Thương Nguyên          |
| Văn Sơn                 | ZPWS | WNH  | Sân bay Phổ Giả Hắc Văn Sơn             |